# Флаг муниципального образования Толькинское
Флаг муниципального образования Толькинское Красноселькупского района Ямало-Ненецкого автономного округа Тюменской области Российской Федерации является официальным символом муниципального образования как сельского поселения, символом муниципального статуса власти и местного самоуправления.
Ныне действующий флаг утверждён 26 февраля 2007 года решением Собрания депутатов муниципального образования Толькинское № 54, переутверждён 27 апреля 2007 года решением Собрания депутатов муниципального образования Толькинское № 73, и внесён в Государственный геральдический регистр Российской Федерации с присвоением регистрационного номера 3351.

## Описание
«Флаг представляет собой прямоугольное полотнище с отношением ширины к длине 2:3, воспроизводящее композицию герба муниципального образования Толькинское в голубом, жёлтом, красном, и белом цветах. Белый орнамент состоит из четырнадцати повторяющихся частей».
Геральдическое описание герба гласит: «В лазоревом поле щита сопровождаемый во главе лазоревым, широко окантованным серебром, пламенем, пониженный золотой безант, поверх которого стилизованный червлёный обернувшийся олень. Между золотым безантом и нижним основанием герба слева направо расположен серебряный орнамент в стиле тазовских селькупов, состоящих из семи повторяющихся частей. Ширина каждой части элемента орнамента вдвое больше её высоты».

## Символика
Голубой цвет символизирует пространство воды и означает реку.
Жёлтый безант символизирует солнце.
Знак голубого, окантованным белым цветом, пламени символизирует наличие газоконденсатного месторождения и добычу газоконденсата.
Олень — указание на традиционные хозяйственные занятия коренного населения и на своеобразие культуры тазовских селькупов, символ природных богатств.
Традиционный национальный орнамент символизирует национальную самобытность коренных жителей селькупов и означает традиционные место проживания: треугольник — жилище (чум), рожки — лес (тайга).